# Санд-Спрінгс (Оклахома)
Санд-Спрінгс (англ. Sand Springs) — місто (англ. city) в США, в округах Талса і Осадж штату Оклахома. Населення — 19 874 особи (2020).

## Географія
Санд-Спрінгс розташований за координатами 36°8′11″ пн. ш. 96°7′55″ зх. д. / 36.13639° пн. ш. 96.13194° зх. д. (36.136480, -96.131989).  За даними Бюро перепису населення США в 2010 році місто мало площу 57,22 км², з яких 51,21 км² — суходіл та 6,01 км² — водойми. В 2017 році площа становила 54,32 км², з яких 50,32 км² — суходіл та 4,00 км² — водойми.

## Демографія
Згідно з переписом 2010 року, у місті мешкало 18 906 осіб у 7335 домогосподарствах у складі 5187 родин. Густота населення становила 330 осіб/км².  Було 7995 помешкань (140/км²).
Расовий склад населення:
| - 81,8 % — білих - 8,8 % — корінних американців - 2,4 % — чорних або афроамериканців - 0,6 % — азіатів |

До двох чи більше рас належало 5,5 %. Частка іспаномовних становила 3,4 % від усіх жителів.
За віковим діапазоном населення розподілялося таким чином: 26,9 % — особи молодші 18 років, 59,4 % — особи у віці 18—64 років, 13,7 % — особи у віці 65 років та старші. Медіана віку мешканця становила 36,5 року. На 100 осіб жіночої статі у місті припадало 91,4 чоловіків;  на 100 жінок у віці від 18 років та старших — 86,0 чоловіків також старших 18 років.
Середній дохід на одне домашнє господарство  становив 63 882 долари США (медіана — 51 067), а середній дохід на одну сім'ю — 73 936 доларів (медіана — 62 063). Медіана доходів становила 43 144 долари для чоловіків та 35 427 доларів для жінок. За межею бідності перебувало 10,6 % осіб, у тому числі 15,3 % дітей у віці до 18 років та 7,3 % осіб у віці 65 років та старших.
Цивільне працевлаштоване населення становило 9420 осіб. Основні галузі зайнятості: освіта, охорона здоров'я та соціальна допомога — 20,8 %, виробництво — 16,2 %, роздрібна торгівля — 12,1 %, науковці, спеціалісти, менеджери — 9,0 %.